# Filippa Fleming
Filippa Eriksdotter Fleming, död 1578, var en finländsk adelsdam i släkten Fleming och godsägare. 

## Biografi
Filippa Fleming var dotter till Erik Fleming och Hebbla Siggesdotter och syster till Joakim Fleming och Klas Fleming. Hon avled ogift. Fleming var en storgodsägare med flera gods i båda Sverige och Finland. Hon ägde bland andra Yläne gods i Pöytis, där hon bodde. Hon är en välkänd gestalt och är särskilt känd för sitt testamente, som betraktas som ett viktigt historiskt dokument i den finländska historien. Hon testamenterade 1578 Yläne till Johan III, sina svenska gods till sin brorsdotter Anna, och allt sitt lösöre till sin dåvarande trolovade, Knut Jönsson (Kurck). Hennes testamente var exceptionellt, eftersom det gjordes av en ogift kvinna, och eftersom hon i det ansökte om att bryta arvslagarna och undanhålla sin egendom från sin bror, något som också bifölls.